# Каузальная ориентация
Каузальная ориентация (англ. causality orientations theory) - тип мотивационной подсистемы в сочетании с соответствующими когнитивными, аффективными и другими психологическими характеристиками. Может быть внутренней (интернальной), внешней (экстернальной) или безличной. Термин сформулирован в рамках теории самодетерминации личности Ричарда М. Райана и Эдварда Л. Деси. Теория каузальной ориентации (или причинно-личностной ориентации) является одной из пяти мини-теорий самодетерминации личности.

## Автономная, внешняя и безличная каузальная ориентация

### Автономная каузальная ориентация
Люди с автономной каузальной ориентацией используют внутреннюю мотивационную подсистему, которая имеет в основе внутренне воспринимаемый личностный локус каузальности.
Характеризуются чувством компетентности, самодетерменированности, эффективно управляют своими мотивами, отличаются высокой самооценкой. Осознание базовых потребностей довольно высоко, для принятия решений о поведении, проводят анализ информации с дальнейшим её активным применением, что как раз является причиной переживаемых чувств, гибкого поведения и высокой чувствительности к изменениям в среде. Для людей с автономной каузальной ориентацией наградой за результат является сама деятельность. Способны обращать автоматизированное поведение в самодетерминированное:  больше контролируют его и  изменяют поведение по своему усмотрению. В случае неудачи такие люди редко обвиняют себя .

### Внешняя каузальная ориентация
Люди с доминирующей внешней каузальной ориентацией характеризуются стремлением к сверхдостижениям, ориентируясь на внешние признаки успеха. У них есть чувство связанности результатов и награды: то есть награда отделена от самого действия. К такому стилю жизни приводит недостаток в самодетерминации – это человек, оперирующий внешней мотивационной субсистемой, что предполагает негибкость поведенческих реакций, более низкий уровень самооценки, склонность ориентироваться на внешние стимулы. Выбор совершается под влиянием внешних критериев, а не собственных внутренних потребностей. Такие люди много внимания уделяют внешним обстоятельствам, оценке себя другими людьми, они «утратили связь с основными органическими потребностями. Потеря чувства самодетерминации компенсируется сильной потребностью в контроле извне».

### Безличная каузальная ориентация
У людей с безличной каузальной ориентацией возникает феномен «выученной беспомощности». У таких людей преобладают чувства, что их действия никак не связаны с результатами и реакцией среды. Чувство непредсказуемости, неконтролируемости, нелогичности реакций в данной ситуации порождает нежелание прикладывать усилия, неуверенность в себе, отсутствие самодетерминации  и  преобладание автоматического, беспомощного поведения.
У такого человека лидирующую позицию занимает  амотивирующая субсистема с вставками внешней мотивирующей, что предполагает очень низкий уровень самооценки, компетентности, самодетерминации, подавление эмоций.
При внешней и безличной каузальной ориентации у личности формируются психологические защиты от нежелательной информации, стимулов, неприятных, неприемлемых для человека. По данным исследований Дерачевой, Леонтьева  «автономная каузальная ориентация значимо положительно коррелирует с поддержкой автономии у детей, с уровнем развития эго и с самооценкой; отрицательно — с самоуничижением». Они редко испытывают такие отрицательные эмоции как враждебность, стыд и вину, а также «более сконцентрированы и настойчивы при достижении цели». Люди с высокой выраженностью автономной каузальной ориентацией позитивнее воспринимают повседневные события и реже испытывают неприятные эмоции. «Внешняя каузальная ориентация значимо положительно коррелирует с паттерном поведения типа А, связанным с кардиологическими заболеваниями (включает в себя агрессивные тенденции, чувства давления и напряжения). Безличная каузальная ориентация значимо положительно коррелирует с самоуничижением, депрессией, социальной тревожностью и отрицательно — с самооценкой» .

## Ориентации личности
Авторы выделяют 3 основные ориентации личности, исходя из доминирующих механизмов регуляции действий у людей:
1. автономная ориентация – у человека сформирована  связь осознанного поведения с результатами, поведение основано на личных интересах, осознаются свои потребности и чувства.
2. контроль (подконтрольная ориентация) также основана на ощущении связи поведения с его результатом, но источником поведения выступают внешние требования, награды;
3. безличная ориентация  -  результат не может быть достигнут вне зависимости от действий, что вызывает беспокойство[4].

## Локус каузальности
Воспринимаемый локус каузальности может быть внутренним и внешним, а также личностным и безличным.
- Внутренний локус каузальности диагностируется, когда поведение человека имеет основание в собственном автономном выборе, в соответствии со своими собственными намерениями  регулируется «информационным событием».
- При внешнем локусе каузальности действия индивида и результат действий воспринимаются как независящие друг от друга. Само действие инициируется «контролирующим событием, происходящим внутри или вне личности»[2].
- Личностный локус казуальности контролируется мотивами – внутренними или внешними, и в соответствии с этим воспринимает награду как внутреннюю или внешнюю, при этом сохраняется контроль над ситуацией.
- Безличный локус каузальности характеризуется восприятием результатов действий и награды, как независящих друг от друга.

## Мотивационная подсистема
Каждому типу локуса каузальности соответствует своя мотивационная подсистема  — тип преобладающей мотивации, который объясняет то, как люди реагируют в разных ситуациях, в соответствии с устойчивыми внутренними состояниями. Мотивационная подсистема представляет собой набор, состоящий из аффективного опыта, убеждений и установок относительно себя, среды и других людей, а также программу взаимодействия со средой, поскольку внутренние состояния и процесс, связанные с поведением, организуются мотивационными процессами». Мотивационная субситсема бывает трех типов: внутренней, внешней и амотивирующей.